# Тоні Меола
Тоні Меола (англ. Tony Meola; нар. 21 лютого 1969, Бельвіль) — американський футболіст, що грав на позиції воротаря. По завершенні ігрової кар'єри — тренер.
Основний воротар національної збірної США протягом 1990-х років. У складі збірної — дворазовий володар Золотого кубка КОНКАКАФ та учасник трьох чемпіонатів світу.

## Клубна кар'єра
Народився 21 лютого 1969 року в місті Бельвіль. Вихованець футбольної команди Університету Вірджінії.
У професійному футболі дебютував 1990 року виступами на умовах оренди в Англії за «Брайтон енд Гоув», в якому того року взяв участь в 11 матчах чемпіонату.
Згодом з 1990 по 1995 рік грав у складі команд клубів «Вотфорд», «Форт-Лодердейл Страйкерс», «Баффало Бліззард» та «Лонг-Айленд Раф Райдерс».
Своєю грою за останню команду привернув увагу представників тренерського штабу клубу «Нью-Йорк Метростарс», до складу якого приєднався 1996 року. Відіграв за команду з Нью-Йорка наступні два сезони своєї ігрової кар'єри. Більшість часу, проведеного у складі «Нью-Йорк Метростарс», був основним голкіпером команди.
У 1999 році уклав контракт з клубом «Канзас-Сіті Візардс», у складі якого провів наступні п'ять років своєї кар'єри гравця. Граючи у складі «Канзас-Сіті Візардс» також здебільшого виходив на поле в основному складі команди.
Завершив професійну ігрову кар'єру у клубі «Нью-Йорк Ред Буллз», за команду якого виступав протягом 2005—2006 років.

## Виступи за збірні
У 1987 році залучався до складу молодіжної збірної США.
У 1988 році дебютував в офіційних матчах у складі національної збірної США. Протягом кар'єри у національній команді, яка тривала 19 років, провів у формі головної команди країни 100 матчів.
У складі збірної був учасником трьох чемпіонатів світу — 1990 року в Італії, домашнього мундіалю 1994 року і 2002 року в Японії і Південній Кореї.
Брав участь у чотирьох розіграшах Золотого кубка КОНКАКАФ — у 1991, 1993, 2000 і 2002 роках. Причому двічі, у 1991 і 2002 роках ставав континентальним чемпіоном.
Також зі збірною США був бронзовим призером розіграшу Кубка конфедерацій 1992 року і учасником Кубка Америки 1993 року.

## Кар'єра тренера
Розпочав тренерську кар'єру, повернувшись до футболу після невеликої перерви, 2015 року, очоливши тренерський штаб клубу «Джексонвілл Армада».

## Титули і досягнення

### Командні
- Володар Золотого кубка КОНКАКАФ (2): 1991, 2002
- Срібний призер Золотого кубка КОНКАКАФ: 1993